# Mutesarriflik Libanonberg

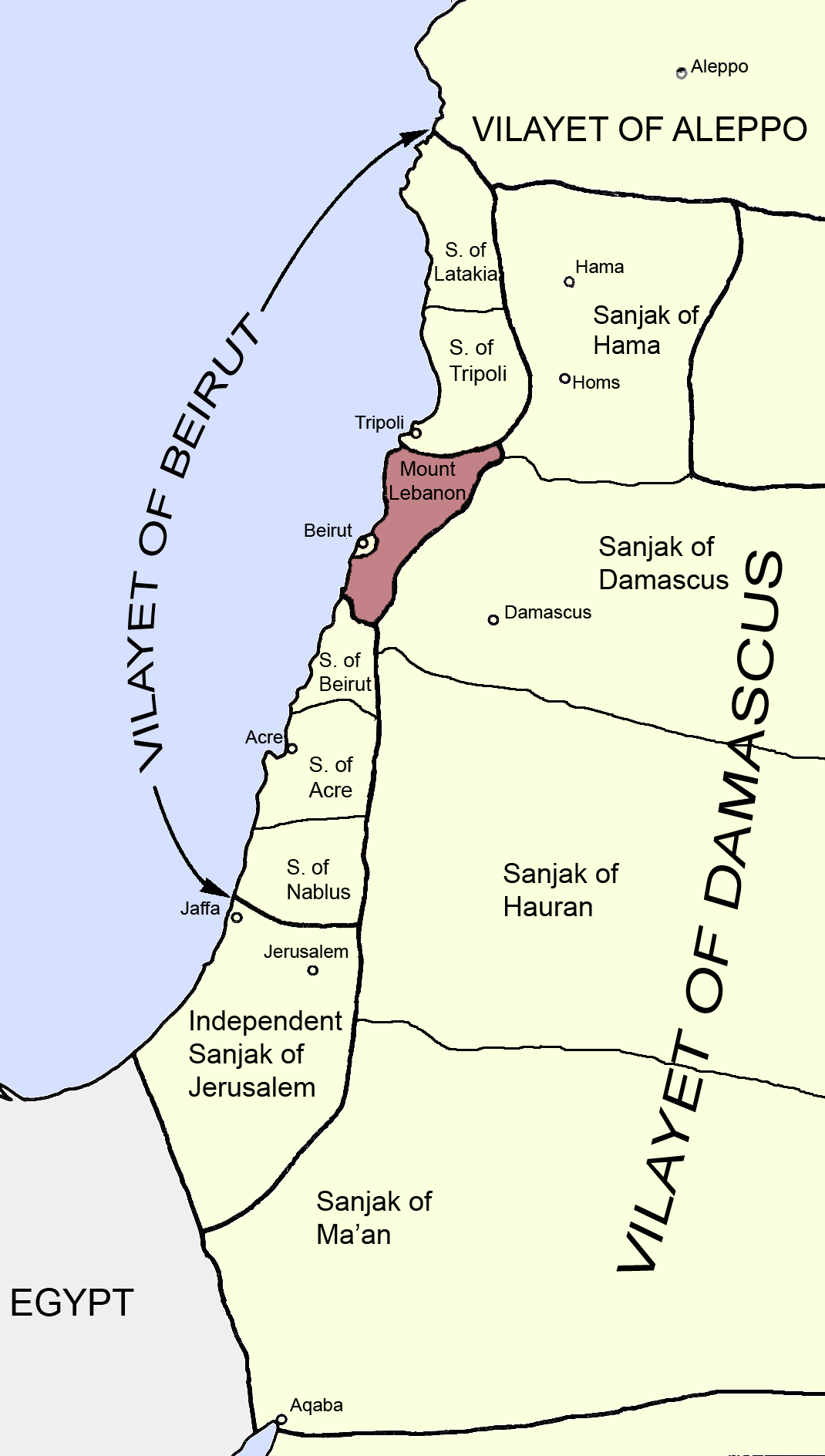
Das Mutesarriflik Libanonberg im Jahr 1914

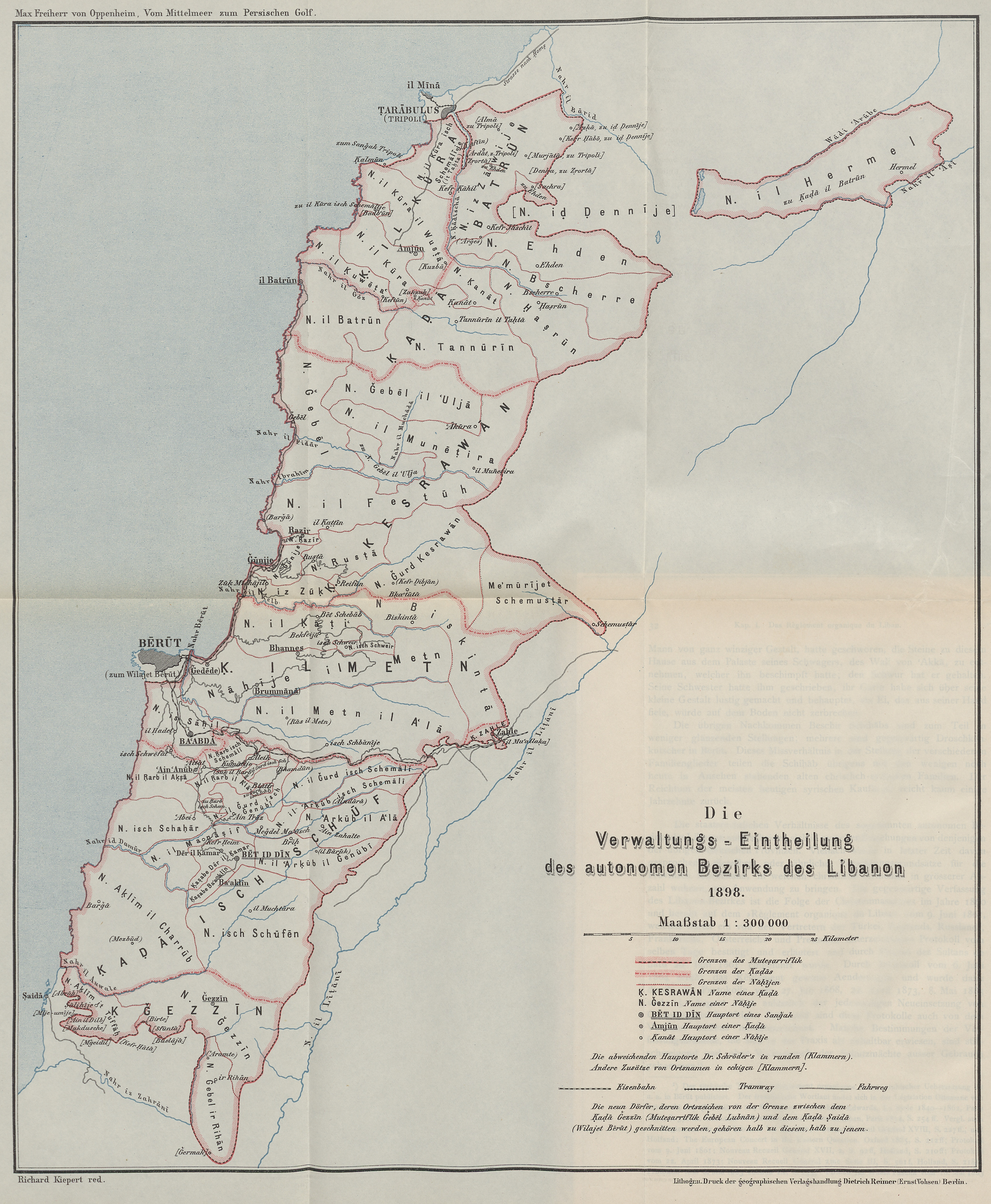
Libanonberg und seine administrative Gliederung im Jahr 1898

Das Mutesarriflik Libanon (türkisch Cebel-i Lübnan Mutasarrıflığı, französisch Moutassarifiate du Mont-Liban, arabisch متصرفية جبل لبنان, DMG Mutaṣarrifīya Ǧabal Lubnān) war eine Provinz des Osmanischen Reiches, die im Zuge der Tanzimat-Reformen entstand. Nach 1861 existierte wegen der Diskriminierung der Christen sowie als Folge der Massaker von 1860 ein autonomes Gebiet im Bereich des Libanongebirges mit einem christlichen Gouverneur („Mutasarrif“), der unter europäischen diplomatischem Druck als Heimstätte für die Maroniten entstand.
Das Gebiet des Mutesarriflik, das im Jahre 1870 noch 110.000 Einwohner hatte, hatte Beit ed-Din bei Dair al-Qamar als Hauptstadt. Amtssprache waren Osmanisch und Französisch, Umgangssprache libanesisches und syrisches Arabisch.

## Geschichte

### Hintergrund
Nachdem die Osmanen 1840 Syrien von Muhammad Ali Pascha zurückgewonnen hatten, schafften sie wegen Kämpfen zwischen Maroniten und Drusen 1842 das Emirat Libanonberg ab und nahmen das Gebiet unter ihre direkte Kontrolle. Wegen der fortwährenden Feindseligkeiten gegen die christliche Minderheit und Kämpfen zwischen Drusen und Maroniten, schlugen Vertreter europäischer Mächte dem osmanischen Sultan Abdülmecid I. vor, dass der Libanon in christliche und drusische Verwaltungsgebiete unterteilt werden könnte. Die Hohe Pforte entschied sich schließlich dazu, die Direktherrschaft des Libanon aufzugeben. Am 7. Dezember 1842 nahm der Sultan den Vorschlag von Fürst Metternich an und bat Assad Pascha, den Gouverneur (wali) von Beirut, die Region des Libanon in zwei Distrikte zu unterteilen: einen nördlichen Distrikt unter einem christlichen Kaymakam und einen südlichen Distrikt unter einem drusischen Kaymakam, jeweils von Stammesführern gewählt. Beide Offizielle waren dem Gouverneur von Sidon, der in Beirut residierte, unterstellt.

### Bürgerkrieg  von 1860
Am 22. Mai 1860 kam es am Stadteingang von Beirut zu einem bewaffneten Konflikt zwischen Maroniten und einer Gruppe von Drusen, bei dem ein Mensch getötet und zwei verwundet wurden. Dies entfachte den Bürgerkrieg im Libanongebirge, bei dem zunächst in weniger als drei Tagen, vom 29. bis zum 31. Mai 1860, 60 Dörfer in der Umgebung von Beirut zerstört wurden. 33 Christen und 48 Drusen wurden getötet. Im Juni weiteten sich die Unruhen auf die religiös gemischten Gebiete des Südlibanon und des Antilibanon aus, sowie nach Sidon, Hasbaja, Rascheiya, Dair al-Qamar und Zahlé. Die drusischen Bauern leiteten eine Belagerung von katholischen Klöstern und Missionen ein, brannten sie nieder und töteten die Mönche. Nach den Massakern, bei denen über 10.000 Christen getötet wurden, intervenierte Frankreich im Interesse der örtlichen christlichen Bevölkerung und Großbritannien für die Drusen.

### Errichtung des Mutasarrifiats

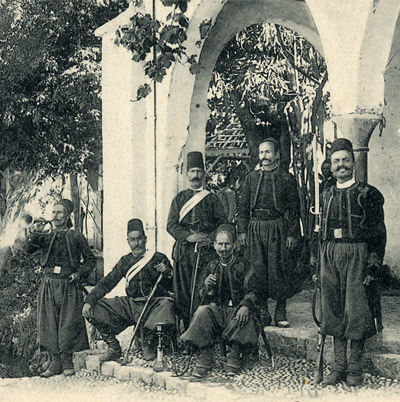
Libanesische Soldaten während des Mutesarriflik

Am 5. September 1860 traf sich eine internationale Kommission, zusammengesetzt aus Frankreich, Großbritannien, Österreich, Preußen, Russland und dem Osmanischen Reich, um die Ursachen der Ereignisse von 1860 zu ermitteln und ein neues Verwaltungs- sowie Justizsystem für den Libanon vorzuschlagen, welches das Wiederauftreten solcher Ereignisse verhindern sollte. Die Kommissionsmitglieder stellten fest, dass die Aufteilung des Libanon in Drusen und Christen mitverantwortlich für die Massaker war. Deswegen wurde im Statut des Libanon von 1861 der Libanon von Syrien abgespalten und unter einen nichtlibanesischen christlichen Mutasarrif (Gouverneur) vom osmanischen Sultan gestellt – unter der Zustimmung der anderen europäischen Mächte. Der Mutasarrif sollte durch einen Verwaltungsrat aus zwölf Mitgliedern unterstützt werden, die den verschiedenen religiösen Gemeinschaften des Libanon entstammten. Jede der sechs Religionsgruppen, die den Libanon bevölkerten (Maroniten, Drusen, Schiiten, Sunniten, Griechisch-Orthodoxe und Griechische Uniaten), wählten zwei Mitglieder in den Rat. Die Städte Beirut, Sidon und Tripoli blieben außerhalb des Gebiets der neuen Provinz.
Dieses Mutesarriflik-System existierte von 1861 bis 1915, als die Autonomie des Libanonbergs im Zuge des Ersten Weltkriegs aufgehoben wurde. Frankreich bekam nach dem Krieg das Gebiet zugesprochen. Es wurde später in den Großlibanon als Teil des Völkerbundmandats für Syrien umgewandelt.

### Bezeichnung
Die Mitglieder der Internationalen Kommission suchten nach Namen für die neue Verwaltungseinheit und nach einem entsprechenden Titel ihres Gouverneurs. Viele Varianten wurden dabei in Betracht gezogen; Emir (أمير) wurde schnell aufgegeben, da er zu offensiv gegen die Osmanische Pforte und zu nahe beim Emiratssystem angesiedelt war, den die Osmanen abschaffen wollten. Wāli (والي) fiel auch aus, da die Kommissionsmitglieder die Wichtigkeit des Ranges dieses neuen Titels vermitteln wollten, welcher über dem der osmanischen Gouverneure der benachbarten Vilâyets stand; Gouverneur (حاكم) wurde auch verworfen, da der Titel alltäglich und weit verbreitet war. Die Kommissionsmitglieder überlegten auch den Titel „Präsident“ (رئيس جمهورية), jedoch wurde dieser Vorschlag nicht vom Osmanischen Reich angenommen. Nach zwei Wochen Beratung wurde der französische Begriff plénipotentiaire vereinbart, und dessen arabische Übersetzung mutasarrif wurde als neuer Titel für den Gouverneur und für die Verwaltungseinheit Mutesarriflik Libanon angenommen.

## Mütesarrifs
Insgesamt acht Mütesarrifs wurden ernannt und regierten entsprechend der Regelungen, die im Jahre 1861 verabschiedet und durch die Reform von 1864, mit der das Vilâyet-System eingeführt wurde.
- Daud Pascha 1861–1868
- Franko Pascha 1868–1873
- Rustom Pascha 1873–1883
- Wassa Pascha 1883–1892
- Naum Pascha 1892–1902
- Mozafar Pascha 1902–1907
- Yusuf Franko Pascha 1907–1912
- Ohannes Pascha Kouyoumdjian 1912–1915

Als der Erste Weltkrieg 1914 ausbrach, besetzte Cemal Pascha den Libanon militärisch und hob die Autonomie des Libanonbergs auf. Er ernannte Mütesarrifs ohne Beachtung der Regelungen des Statuts von 1861. Diese Gouverneure waren: Ali Munif Bey, Ismail Bey und Mumtaz Bey.

Schwarze Strichlinien zeigen die Grenzen des Territoriums, auf einer Religionskarte des heutigen Libanon

## Bevölkerung
Die Gesamtbevölkerung 1895 wurde auf 399.530 geschätzt, von denen 319.296 (79,8 %) Christen, und 80.234 (17,8 %) Muslime sowie Drusen waren. Im Jahre 1913 wurde die Bevölkerung auf 414.747 geschätzt, darunter 329.482 (79,5 %) Christen, und 85.232 (19,1 %) Muslime und Drusen. Die Muslime waren in der Mehrzahl schiitisch.
Religiöse Gruppen 1895 und 1913
| Religion              | 1895    | Anteil | 1913    | Anteil |
| --------------------- | ------- | ------ | ------- | ------ |
| Maroniten             | 229.680 | 57,5 % | 242.308 | 58,3 % |
| griechisch-katholisch | 34.472  | 8,5 %  | 31.936  | 7,7 %  |
| griechisch-orthodox   | 54.208  | 13,5 % | 52.536  | 12,8 % |
| Andere Christen       | 936     | 0,3 %  | 2.882   | 0,7 %  |
| Drusen                | 49.812  | 12,5 % | 47.290  | 11,3 % |
| Schiiten              | 16.846  | 4,3 %  | 23.413  | 5,5 %  |
| Sunniten              | 13.576  | 3,5 %  | 14.529  | 3,6 %  |
| Gesamtbevölkerung     | 399.530 | 100 %  | 414.747 | 100 %  |